# NGC 740
NGC 740 est une galaxie spirale barrée située dans la constellation du Triangle. NGC 740 a été découverte par l'astronome germano-britannique William Herschel en 1874.

## Caractéristiques
Sa vitesse par rapport au fond diffus cosmologique est de 4 342 ± 18 km/s, ce qui correspond à une distance de Hubble de 64,1 ± 4,5 Mpc (∼209 millions d'al).
À ce jour, huit mesures non basées sur le décalage vers le rouge (redshift) donnent une distance de 64,363 ± 6,176 Mpc (∼210 millions d'al), ce qui est à l'intérieur des valeurs de la distance de Hubble.
La classe de luminosité de NGC 740 est II et elle présente une large raie HI.

## Groupe de NGC 736
Les galaxies NGC 736, NGC 740 et UGC 1422 font partie d'une petit groupe de galaxies identifié comme le groupe de NGC 736 dans un article d'A.M. Garcia paru en 1993. Il est fort probable que la galaxie NGC 738 fasse aussi partie de ce groupe, car elle est dans la même région du ciel et à peu près à la même distance de Voie lactée.